# 고트홀트 아이젠슈타인
페르디난트 고트홀트 막스 아이젠슈타인(독일어: Ferdinand Gotthold Max Eisenstein, 1823년 4월 16일 ~ 1852년 10월 11일)은 프로이센의 수학자다. 수론과 해석학에 기여하였으나, 29세에 요절하였다.

## 생애
베를린에서 개신교로 개종한 유대인 가정에서 태어났다. 아버지는 요한 콘스탄틴 아이젠슈타인(독일어: Johan Konstantin Eisenstein), 어머니는 헬레네 폴라크(독일어: Helene Pollack)였다. 총 6남매였는데, 아이젠슈타인을 제외한 나머지 5명은 모두 수막염으로 어려서 사망하였고, 아이젠슈타인 또한 수막염에 걸렸으나 살아남았다.
어릴 때부터 수학과 음악에 재능을 보였고, 특히 피아노를 탁월하게 연주하였다. 아이젠슈타인은 평생 피아노를 연주하고 피아노곡을 작곡하였다. 14세 때 프리드리히 빌헬름 김나지움에 입학하였고, 곧 프리드리히 베르더(Friedrich Werder) 김나지움으로 전학하였다. 15세 때 이미 김나지움에서 가르치는 모든 수학을 통달하고, 레온하르트 오일러와 조제프루이 라그랑주의 저서들을 읽기 시작하였다.
17세 때 베를린 훔볼트 대학교에서 페터 구스타프 르죈 디리클레의 강의를 듣기 시작하였다. 이때 실직자였던 아버지는 일자리를 찾으러 홀로 잉글랜드로 떠났고 연락이 끊겼다. 1842년에 아이젠슈타인은 어머니와 함께 아버지를 찾으러 잉글랜드로 여행하였다. 1843년에 아이젠슈타인은 더블린에서 윌리엄 로언 해밀턴을 만났고, 해밀턴은 아이젠슈타인에게 닐스 헨리크 아벨의 업적을 소개시켜 주었다.
1843년에 아이젠슈타인은 베를린으로 돌아와 김나지움을 졸업하였고, 공식적으로 베를린 훔볼트 대학교에 입학하였다. 1844년 1월에 이미 프로이센 과학 아카데미에 첫 논문을 발표하였고, 그 뒤 5년 동안 극심한 궁핍에도 불구하고 매우 왕성한 연구 활동을 펼쳤다. 1844년만 해도 총 23편의 논문을 출판하였다.
공화주의적 정치적 성향을 가졌던 아이젠슈타인은 1848년 독일 혁명을 관계로 1848년 3월 19일에 체포되었고 다음날 풀려났다. 그러나 이 관계로 모든 학비 보조금이 다 끊기게 되었고, 또한 옥중에서 받은 구타가 이미 쇠약했던 아이젠슈타인의 건강을 크게 악화시켰다. 당대 과학계의 유명 인사였던 알렉산더 폰 훔볼트가 힘을 써서, 1852년에 아이젠슈타인을 시칠리아로 휴양하게 할 수 있는 돈을 마련하였으나, 돈이 채 모이기 전에 아이젠슈타인은 1852년 결핵으로 29세의 나이로 요절하였다. 이미 83세인 훔볼트는 손수 아이젠슈타인의 장례식에서 아이젠슈타인의 유해를 묘지까지 대동하였다.

## 출판물
- Eisenstein, Gotthold (1847), 《Mathematische Abhandlungen. Besonders aus dem Gebiete der höheren Arithmetik und der elliptischen Funktionen》 (독일어), Reimer, Berlin
- Eisenstein, Gotthold (1975), 《Mathematische Werke》 (독일어), New York: AMS Chelsea Publishing, ISBN 978-0-8284-1280-3, MR 0427029 Weil's review

## 참고 문헌
- Biermann, Kurt-R. (1959), “Eisenstein, Ferdinand Gotthold Max”, 《Neue Deutsche Biographie》 (독일어) 4: 420
- Cantor, Moritz (1877), “Eisenstein, Gotthold”, 《Allgemeine Deutsche Biographie》 (독일어) 5: 774–775, wikisource
- Dunnington, G. Waldo (1955), 《Carl Friedrich Gauss: titan of science. A study of his life and work》, New York: Exposition Press, ISBN 978-0-88385-547-8, MR 0072814
- O’Connor, John J.; Robertson, Edmund F. “고트홀트 아이젠슈타인”. 《MacTutor History of Mathematics Archive》 (영어). 세인트앤드루스 대학교.
- Schappacher, Norbert (1998), 〈Gotthold Eisenstein. 16 April 1823--11 October 1852〉, 《Mathematics in Berlin》, Basel, Boston, Berlin: Birkhäuser, 55–60쪽, MR 1648677
- Warnecke, Heinz (1988), “Gotthold Eisenstein (1823--1852)---ein mathematisches und hochschulpädagogisches Talent aus Berlin”, 《Wissenschaftliche Zeitschrift der Humboldt-Universität zu Berlin. Mathematisch-Naturwissenschaftliche Reihe》 37 (2): 187–193, ISSN 0863-0631, MR 975243
- Weil, André (1976), “Review: Gotthold Eisenstein, Mathematische Werke”, 《Bulletin of the American Mathematical Society》 82 (5): 658–663, doi:10.1090/s0002-9904-1976-14095-5, ISSN 0002-9904
- Lemmermeyer, Franz (2020), “Gotthold Eisenstein and Philosopher John”, 《European Mathematical Society Newsletter》, 2020-9 (117): 26–28, arXiv:2101.03344, doi:10.4171/NEWS/117/5, S2CID 225256928